# 白竹境水库
白竹境水库位于中国广西壮族自治区桂林市雁山区柘木镇苏家村委会白竹境村，为一座小（一）型水库。
该水库动工与1972年10月，于1975年完成一期工程。坝高7米，坝顶海拔为166.0米，库容为30万立方米。1978年，大坝枢纽工程完成，工程投资达92.965万元。1979年，建设灌区，次年10月竣工，总投资达23.9万元。后不断完善，到1990年底，水库枢纽和渠系工程总投资为192.635万元，其中国家投资158.86万元，地方出资33.775万元。
水库集雨面积为8.94平方千米，总库容为760万立方米，兴利库容为450万立方米，死库容为50万立方米。水库系按50年一遇洪水设计，设计洪水位为172米，以300年一遇洪水位校核，校核洪水位为174.3米。大坝为浆砌石重力坝，坝顶高程151.7米，坝高为16.5米，长152米，宽2.5米。大坝采用坝顶溢洪，溢洪堰顶端高程为173.6米，堰宽15米，最大泄洪量为52立方米每秒。水库有副坝一座，最大高度为15米，长95.5米。该水库为农业灌溉供水，设计灌溉面积为0.8千公顷，涵盖柘木镇、雁山镇16个行政村和灵川县大圩镇石门村的部分农田。但由于渠系配套不完全，灌溉面积达不到设计要求，实际最高灌溉面积仅为0.345千公顷。
现桂林绕城高速公路从该水库中穿过。